# Сєцінський Осип
О́сип Сєці́нський  (6 січня 1888 — 5 серпня 1965) — український військовик, інженер-металург і громадський дія. Підхорунжий УСС і четар УГА.

## Життєпис
Народився у містечку Тартаків (Галичина, тепер село, Сокальський район, Львівщина, Україна).
Від 1914—1920 учасник Першої Світової війни і Українських визвольних змагань у лавах УСС і УГА. 1921–1936 — у Чехо-Словаччині, де закінчив Високу Гірничу Школу в Пржібрамі (був асистентом при катедрі хімії).
1936–1944 — у Львові. У 1936–1939 роках співробітник часопису «Нове Село» а пізніше видавництва «Червона Калина» (1942–1944 — викладач Державного Технічного Інституту), згодом на еміграції в Австрії і з 1948 р. в Торонто (Канада). У 1951–1953 роках був заступником Товариства Українських інженерів в Канаді і першим редактором бюлетня товариства. 
У 1952 обраний заступником голови НТШ у Канаді.
Автор численних статей з металургії, та історії Львівської Політехніки, і спогадів.
Помер 5 серпня 1965 року у Торонто, Канада. Похований на цвинтарі «Проспект».

## Література

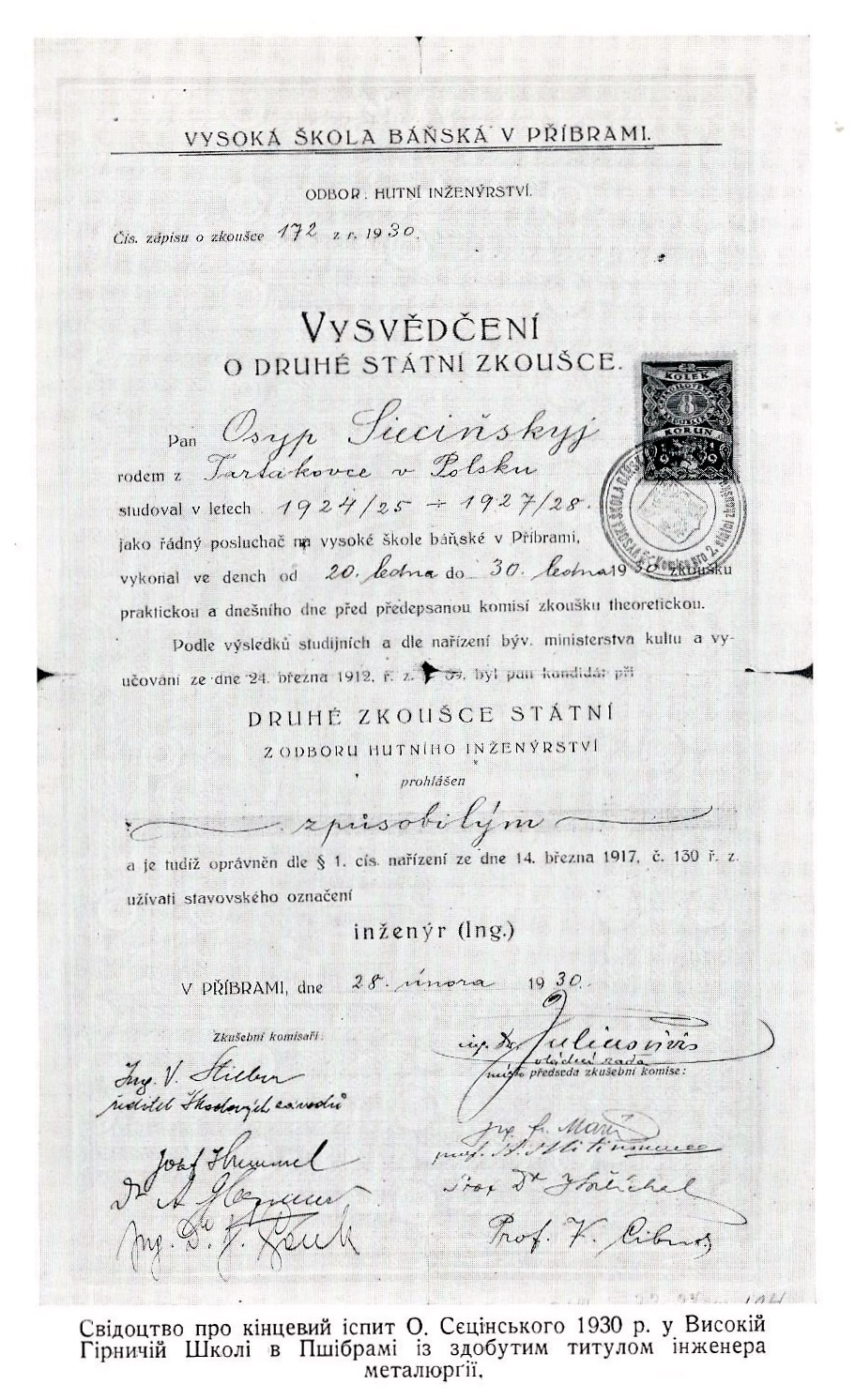
Свідоцтво про кінцевий іспит О. Сєцінського 1930 р. у Високій Гірничій Школі в Пшібрамі із здобутим титулом інженера металургії.
Управа і члени НТШ в Канаді, 1959 рік Торонто. Сидять зліва: інж. Іван Іванис, проф. Є Вертипорох (голова), інж. Осип Сєцінський. Стоять зліва: мґр. Роман Медвідь-Терлецький, д-р Матей Гута, проф. Валеріян Ревуцький, мґр. Іван Скрипчук.
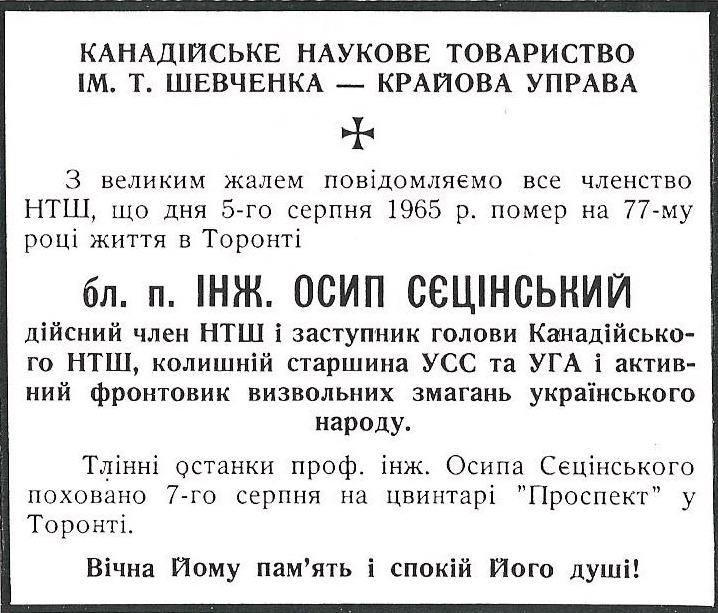
Повідомлення про смерть О. Сєцінського
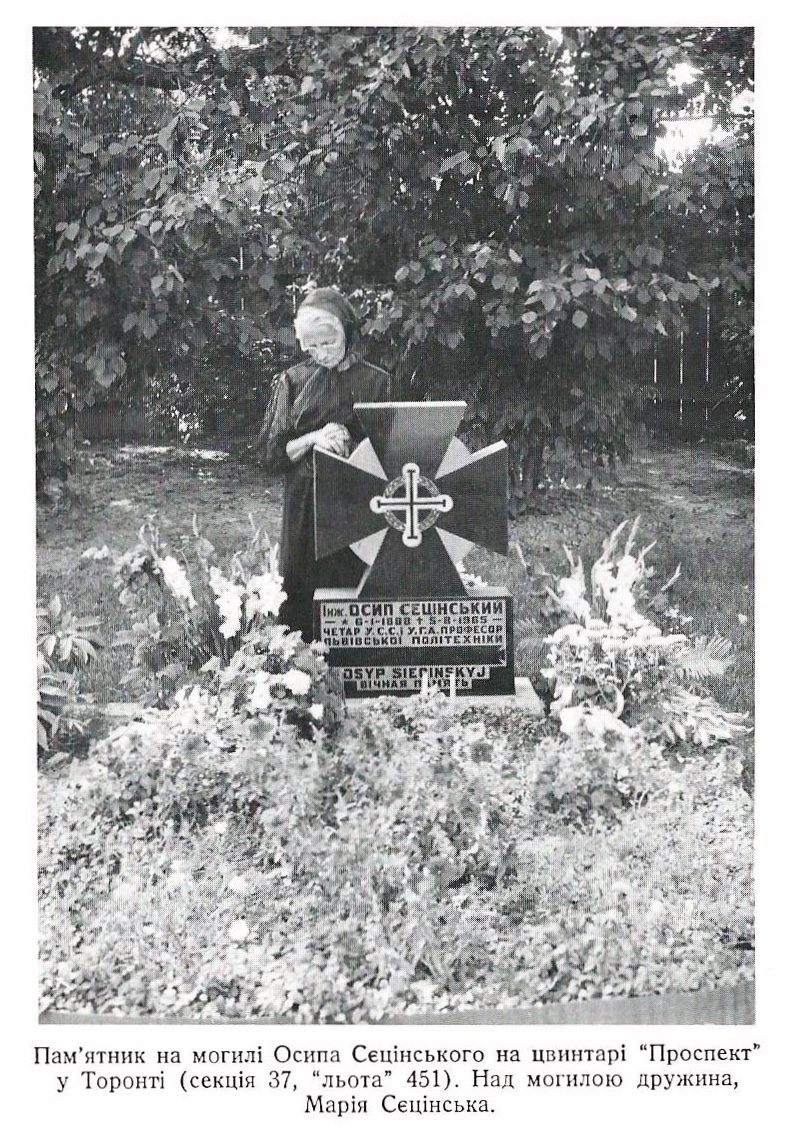
Могила О. Сєцінського на цвинтарі «Проспект»